# Grzymałów (powiat zgierski)
Grzymałów – dawna wieś w Polsce, zlikwidowana na potrzeby budowy lotniska wojskowego Leźnica Wielka (ICAO EPLY).

## Historia
Dawniej samodzielna miejscowość. Od 1867 w gminie Tkaczew w powiecie łęczyckim. W okresie międzywojennym należał do w woj. łódzkim. W 1921 roku liczba mieszkańców wynosiła 77. 1 września 1933 utworzono gromadę Grzymałów w granicach gminy Leśmierz, składającą się z miejscowości: wieś Grzymałów, folwark Leźnica Wielka, osada kościelna Leźnica Wielka, wieś Leźnica Wielka Poduchowna, wieś Leźnica Wielka, parcela Opole i folwark Opole. Podczas II wojny światowej włączone do III Rzeszy.
Po wojnie Grzymałów powrócił do powiatu łęczyckiego w woj. łódzkim jako jedna z 21 gromad gminy Tkaczew. W związku z reorganizacją administracji wiejskiej jesienią 1954, Grzymałów wszedł w skład nowej gromady Różyce Żmijowe, a po jej zniesieniu 31 grudnia 1961 – do gromady Parzęczew.
Miejscowość została zlikwidowana w związku z budową lotniska wojskowego Leźnica Wielka (obecnie stacjonują tu 1 Dywizjon Lotniczy oraz 1 Batalion Kawalerii Powietrznej).